# Personaggi de Le situazioni di Lui & Lei

I personaggi de Le situazioni di Lui & Lei

Lista dei personaggi del manga e dell'anime de Le situazioni di Lui & Lei.

## Personaggi principali
Yukino Miyazawa (宮沢 雪野?, Miyazawa Yukino)
Doppiata da: Atsuko Enomoto (ed. giapponese), Federica De Bortoli (ed. italiana)
È una ragazza dei primi anni delle superiori: intraprendente e arrivista, abituata a primeggiare riversando un costante impegno nello studio, Yukino scoprirà un nuovo avversario: Soichiro Arima. Nel corso della storia i due diventano amici e poi fidanzati. Grazie alla loro relazione Yukino capisce che da sempre ha portato una maschera di ipocrisia, e decide quindi, ormai stanca, di mostrare a tutti il suo vero carattere da maleducata ed esuberante, che le porta parecchi guai con le sue compagne di classe ma anche nuove amicizie. Ha due sorelle minori Tsukino e Kano. Rimasta incinta da Arima, si sposa con questi dopo il diploma, come a loro volta avevano fatto i suoi genitori. Il suo obiettivo è sempre stato quello di diventare un politico o un avvocato, ma finite le scuole rivela di voler diventare medico: in realtà, come lei stessa afferma, aveva messo questa opzione da parte perché finanziariamente fuori dalla portata della sua famiglia. Per qualche anno, dopo la scuola superiore, diventa una casalinga in attesa di frequentare il corso di medicina. Alla fine diventa medico e lavora nell'ospedale gestito dalla famiglia Arima, specializzandosi in chirurgia ricostruttiva. Sedici anni dopo, è madre di tre figli, una ragazza di nome Sakura e due gemelli, Suoh e Ai. Il suo nome significa "campo innevato".
Soichiro Arima (有馬 総一郎?, Arima Sōichirō)
Doppiato da: Chihiro Suzuki (ed. giapponese), Marco Vivio (ed. italiana)
Abbandonato dai genitori quando era piccolo, è stato adottato dal fratello del padre, membro di una benestante famiglia di medici. Frequenta i primi anni delle superiori, dove primeggia nello studio, nello sport ed è apprezzato dai compagni e amato dalle ragazze. È amico di Asaba e conosce Tonami sin da piccolo. Quando a scuola incontra Yukino Miyazawa, diventa inizialmente suo rivale, poi suo amico e infine il suo fidanzato. Proprio con quest'ultima, Arima svela dietro l'algida maschera di studente modello una personalità più complessa ed infine passionale. Infatti al contrario della ragazza, che finge di essere perfetta per essere elogiata dagli altri, Arima lo fa per nascondere il suo "lato oscuro", che alcune volte prende il sopravvento su di lui, facendolo diventare eccessivamente geloso e possessivo, ricordandogli l'infanzia disgraziata e il rapporto altamente conflittuale col padre geniale e con la madre assente. Yukino è l'unica che lo capisce veramente ed disposta a tutto per lui, tanto è vero che è grazie a lei se Arima riesce alla fine a superare il trauma e aprirsi, comprendendo cosa siano l'amore vero e la fiducia. Inoltre si riappacifica con il suo vero padre, Reiji, famoso pianista jazz a New York ritornato in Giappone per un concerto. All'ultimo anno di superiori, Yukino rimane incinta e, dopo un shock iniziale, lui le comunica di essere contento della notizia e di volerla sposare. Anche se la sua ambizione è sempre stata quella di seguire le orme di famiglia e diventare medico, sceglie di fare il poliziotto; in seguito diventa ispettore di polizia pluridecorato e studia per diventare commissario (sotto insistenza dei suoi superiori). Sedici anni dopo, è padre di tre figli, una ragazza di nome Sakura, che gli assomiglia tanto sia nell'aspetto che nel talento, e due gemelli, Suoh e Ai. Il suo nome è un lucchetto ottenuto dai nomi dello zio e del nonno, "So"ji e Rei"ichiro", scelto dal padre naturale.

## Personaggi secondari

Tsubasa nella copertina italiana del quinto volume del manga

Tsukino Miyazawa (宮沢 月野?, Miyazawa Tsukino)
Doppiata da: Yuki Watanabe (ed. giapponese), Francesca Manicone (ed. italiana)
Secondogenita e sorella di Yukino. Esteticamente ha lunghi capelli neri e occhi neri come il padre. Il suo nome significa "luna" riferito al simbolo più poetico della stagione in cui è nata. Si presume quindi in autunno, infatti i nomi delle sorelle sono tutti correlati (Yukino significa neve e Kano significa fiori). Lei a differenza delle sorelle prosegue in una scuola secondaria superiore diversa. È molto brava nel tennis e riesce a vincere facilmente, cosa che in futuro si rivelerà essere anche il suo lavoro, come allenatrice. Ha un forte senso dell'umorismo, tanto che a causa di alcune boccacce fatte alla finestra alla sorella Kano, questa non resiste e scoppia a ridere sguaiatamente durante la lezione e viene richiamata dall'insegnante.
Kano Miyazawa (宮沢 花野?, Miyazawa Kano)
Doppiata da: Maria Yamamoto (ed. giapponese), Domitilla D'Amico (ed. italiana)
Terzogenita e sorella di Yukino. Assomiglia fisicamente alla madre e a Yukino. Dotata di intelligenza e prontezza di spirito è più matura della sua età, grazie anche ai molti libri che legge, per lo più romanzi. Adora e legge ogni libro o racconto scritto dalla compagna di classe della sorella, la scrittrice Aya Sawada. Data queste sue doti la ritroveremo spesso durante la storia come dispensatrice di buoni consigli, e poi da grande come redattrice personale del suo idolo. Il poterla frequentare è il motivo della scelta della scuola della sorella. Ama comunque passare la sua vita inosservata e tranquilla cosa che non le è possibile dato che conosce e viene coccolata da tutti gli amici di Yukino e Arima, tutti assai famosi e ammirati a scuola.
Hideaki Asaba (浅葉 秀明?, Asaba Hideaki)
Doppiato da: Atsushi Kisaichi (ed. giapponese), Massimiliano Alto (ed. italiana)
È l'amico pigro e vivace di Yukino e Arima, nonché conosciuto per essere un grande corteggiatore di donne. A scuola lui e Arima sono considerati i due ragazzi più belli, ma mentre Arima rimane indifferente alle attenzioni, Asaba ne approfitta; i suoi voti sono piuttosto bassi, anche perché trascorre la maggior parte del tempo a flirtare invece che studiare. Come più volte lui stesso afferma, il suo obiettivo nella vita è formare il suo "ovile della felicità" composto solo di ragazze bellissime; se Arima fosse stato una ragazza, Asaba ha sempre ribadito che l'avrebbe sposata. Vive da solo in un appartamento, infatti prima di trasferirsi discuteva frequentemente con il padre, il quale lo accusava di essere troppo simile all'atteggiamento del nonno e lo escludeva quasi per divertimento da ogni attività in famiglia. Nonostante i suoi modi di fare fatui, è una delle poche persone che conosce e capisce veramente Arima e si rivelerà un aiuto insostituibile sia per lui che per Yukino nei momenti difficili. Nel finale della serie è diventato un famoso pittore, specializzato nel disegno di ritratti femminili in cui il soggetto appare cinque volte più bello: Maho dice che Asaba vede veramente le donne cinque volte più belle di quelle che sono, e questo spiega perché sia così innamorato di tutti e non si è mai sistemato o sposato. Quando apprende che Yukino aspetta un bambino da Arima, rivela che sarà una femmina e che sarà la sua ragazza: sedici anni dopo, Sakura, la figlia di Yukino e Arima, gli confessa di amarlo malgrado Asaba l'ha vista crescere quasi come un padre.
Tsubasa Shibahime (芝姫 つばさ?, Shibahime Tsubasa)
Doppiata da: Mayumi Shintani (ed. giapponese), Tosawi Piovani (ed. italiana)
Ragazza bellissima e complessa, inizialmente è assente perché ricoverata in ospedale a causa di un incidente con lo skateboard. È bassa rispetto alla media delle ragazze della sua età e ha lunghissimi capelli biondo-castani, occhi verdi e lineamenti delicati. La sua famiglia inizialmente è composta da lei e il padre Toshiharu, in quanto la madre è morta dandola alla luce. Non si conosce il nome della madre e nemmeno quale aspetto avesse, dal momento che la figlia potrebbe avere ereditato la bellezza dal padre, praticamente un modello. La professione del genitore è comunque inerente, in quanto stilista molto quotato e dall'agiato stile di vita. La famiglia si allarga quando questi si risposa con la signora Ikeda, già madre di un ragazzo della stessa età di Tsubasa. Questa unione è inizialmente ostacolata da Tsubasa che non vuole dividere l'amore del padre. La ragazza imparerà ad apprezzare la matrigna, donna energica e pratica, e a voler bene al nuovo fratello acquisito che le farà comprendere quanto simile sia stata finora la loro esistenza e quanto in realtà lei si sentisse sola.
Con Yukino, all'inizio, il rapporto è ostile, perché innamorata di Arima dal tempo della scuola inferiore e, nonostante i suoi (quasi comici) tentativi, non riuscì mai a dichiarargli il suo amore. Un chiarimento riporterà tutto alla tranquillità, almeno per un po'. La vita di Tsubasa subisce uno scossone quando si innamora del fratello acquisto, Kazuma. È lui il primo ad innamorarsi, ma, comprendendo la "sorella" al 100%, sa che è una ragazza che rifiuta di crescere. Dichiararsi la metterebbe con le spalle al muro, per questo decide di abitare con i componenti del gruppo musicale dove è vocalist. Tsubasa, sentendosi abbandonata per la terza volta, dopo Arima e il padre, comincia ad avere seri problemi nutrizionali. A causa dello shock subito dalla convinzione che il fratello abbia scelto di subordinarla alla musica, perde la capacità di udire la musica del loro gruppo. Ricoverata in ospedale a causa di uno svenimento causato dalla visione di Kazuma in un video musicale, il ragazzo va a trovarla e le dichiara i propri sentimenti, ai quali, però, la ragazza non è in grado di rispondere, seppure la sua salute cominci a ristabilirsi. In seguito, Tsubasa riceve un plico postale con il CD del gruppo, intitolato "Ali". Ascoltandolo, capisce che l'amore del fratello per lei e la musica sono un unico, indivisibile sentimento (Tsubasa, in giapponese, significa Ali). I due si sposeranno immediatamente, sebbene giovanissimi. Nell'ultimo volume della serie, che indica il futuro dei protagonisti, scopriamo che per i due il tempo non passa mai (fisicamente sempre giovani) e che lei si divide tra l'occupazione di modella per il padre e la presenza nei video del gruppo del marito. Il suo cognome significa "principessa del prato".
Tsubaki Sakura (佐倉 椿?, Sakura Tsubaki)
Doppiata da: Saeko Chiba (ed. giapponese), Alida Milana (ed. italiana)
Compagna di classe e amica di Yukino, è una talentuosa atleta che si comporta da maschiaccio e fa apprezzamenti sulle ragazze. All'inizio quando incontra Tonami non lo riconosce come il bambino grasso che veniva preso in giro e s'innamora di lui, non immaginando che questi vuole solo vendicarsi di lei. Il tempo risolve i conflitti tra loro e Tsubaki e Tonami iniziano ad uscire insieme, promettendosi di fare un viaggio intorno al mondo dopo il diploma. Alla fine della serie, Tsubaki studia insieme a Tonami in un'università egiziana e diventa poi professoressa di archeologia presso un'università americana; lei usa i suoi istinti e le sue capacità per scoprire molti siti archeologici.
Rika Sena (瀬奈 りか?, Sena Rika)
Doppiata da: Yukari Fukui (ed. giapponese), Perla Liberatori (ed. italiana)
Compagna di classe e amica di Yukino, è molto timida e la sua personalità viene completamente oscurata da quella delle amiche Tsubaki e Aya, ma lei è molto felice della vita che conduce; in realtà a sua insaputa è molto popolare tra gli studenti secondo Tsubaki. È brava a cucire vestiti, che poi vengono usati per le rappresentazioni teatrali dei libri di Aya. Con quest'ultima è amica sin dall'infanzia e nonostante qualche volta Aya faccia qualcosa di sbagliato verso Rika, lei non la prende a male. Ha una cotta per Kyo, il fratello di Aya. Alla fine della serie, con le sue abilità di cucito, Rika diventa la sarta personale del padre di Tsubasa, un famoso stilista di moda, di cui è una grande fan e si sposa con Kyo, come dimostrato dal cambiamento di cognome in Sawada.
Aya Sawada (沢田 亜弥?, Sawada Aya)
Doppiata da: Yukiko Motoya (ed. giapponese), Ilaria Latini (ed. italiana)
Compagna di classe e amica di Yukino, è una scrittrice alle prime armi. Ha una vera e propria ossessione per la scrittura e quando è nervosa fuma molte sigarette, con disapprovazione di Rika e Yukino. Kano è una grande fan dei suoi libri e diventerà in seguito la sua redattrice personale. Yukino e gli altri mettono in scena per il festival culturale della scuola una sua storia su uno scienziato che costruisce androidi. Alla fine della serie, Aya continua la carriera di scrittrice, malgrado qualche volta dimentichi di consegnare in tempo i manoscritti al redattore per la pubblicazione.
Maho Izawa (井沢 真秀?, Izawa Maho)
Doppiata da: Junko Noda (ed. giapponese), Stella Musy (ed. italiana)
Compagna di classe di Yukino, è invidiosa dei suoi risultati; al contrario delle scuole medie in cui era ammirata da tutti, alle superiori l'arrivo di Yukino la infastidisce non poco e per questo aizza le compagne di classe contro di lei quando quest'ultima getta la maschera di "ragazza per bene". Alla fine, però, tutto si sistema e le due diventano amiche. È fidanzata con Yusuke Takeshi, un dentista più grande d'età: i due si ritrovano quando lei s'iscrive alle superiori dopo essersi incontrati e conosciuti anni prima quando lui però la rifiutò. Il sogno di Maho è diventare medico. Alla fine della serie si intuisce che lei e Yusuke si sono sposati, come dimostrato dal cambiamento del cognome di lei in Takeshi, e lavora come neurochirurgo nello stesso ospedale di Yukino.
Kazuma Ikeda (池田 一馬?, Ikeda Kazuma)
Doppiato da: Akira Ishida (ed. giapponese), Patrizio Prata (ed. italiana)
Figlio della signora Ikeda, ha la stessa età di Tsubasa di cui diviene fratello a seguito del matrimonio dei rispettivi genitori. Tecnicamente sarebbe il fratello minore anche se la prima volta che incontra Tsubasa è convinto di aver capito male e che lei in realtà sia la sorella minore e che frequenti ancora le scuole medie. È un ragazzo solare, puro di cuore, sensibile e dolce. Veste spesso con abbigliamento tipico trasandato da musicista maledetto, porta dei capelli scompigliati di un biondo acceso e solo quando è particolarmente nervoso, assume un'espressione quasi che ce l'avesse con il mondo intero e per questo può venire frainteso. È in grado di "percepire" talmente bene l'animo di chi gli sta accanto da riuscire a tradurlo in musica così come le emozioni che prova o che sente di riflesso. Prova di tutto questo è la stessa Tsubasa così difficile da avvicinare che in poco tempo si affeziona a lui.

Kazuma nella copertina italiana del quarto Box Edition del manga

Kazuma fa parte di un gruppo musicale gli "YIN e YANG" a livello "indies" che sta per indipendente, ovvero senza essere sostenuto o legato da contratti a qualche major musicale. Entra a far parte del gruppo per caso dopo che l'hanno sentito cantare un pezzo di una loro canzone dopo un concerto. Non è molto bravo a scuola e si ritira presto per intraprendere la sua strada della sua vita con la musica. Vive giorni tranquilli fino a quando non si rende conto di essersi innamorato di Tsubasa. La convivenza forzata è fonte di continua sofferenza per Kazuma perché è costretto a reprimere i suoi sentimenti per non far capire a nessuno il suo tormento; perché è cosciente del fatto che non può rivelare a Tsubasa che la ama, la quale ha ormai trovato in lui il suo fratellone. Inoltre sa che alla ragazza non le interessa davvero l'amore, ne è addirittura spaventata nonostante lo desideri, così come non crede agli uomini. Kazuma si sente in trappola lui stesso perché Tsubasa è in grado di provare per lui un pensiero intenso tale che lui pensa di non poter avere in modo così esclusivo.
Decide per questo motivo di andare a vivere per un po' con i membri della band, il suo sound cambia, si evolve e matura come lui del resto e professionalmente inizia ad arrivare un successo su larga scala. Diventa uomo, diventa cosciente che amare la musica e amare Tsubasa non è una scelta, è la stessa cosa. Non può vivere senza l'una ne l'altra, ed è Tsubasa a farlo cantare. Nel momento in cui comprende tutto questo viene a sapere che Tsubasa è stata ricoverata in ospedale a seguito di uno svenimento. La va a trovare e tra le lacrime le spiega tutto e le rivela finalmente il suo amore. Lascia a lei tutto il tempo necessario per guarire e capire dicendo che lui l'aspetterà sempre se lei mai deciderà di amarlo. Incide il primo disco e lo dedica a lei. Al concerto che darà il via la tournée va anche Tsubasa, chiaro segno che ricambia il suo amore e che soprattutto è pronta ad affrontare la vita e a vivere pienamente i suoi sentimenti con lui. Alla fine della tournée Kazuma ritorna a casa e tra l'imbarazzo della nuova coppia e dei genitori urla tutto ad un fiato la proposta di matrimonio a Tsubasa, che accetta senza pensarci troppo. Alla fine della serie è sposato con Tsubasa e ha ormai un successo consolidato come musicista.
Takefumi Tonami (十波 健史?, Tōnami Takefumi)
Doppiato da: Nozomu Sasaki (ed. giapponese), Simone D'Andrea (ed. italiana)
È un nuovo studente che si trasferisce nella stessa scuola di Yukino e vecchio amico d'infanzia di Arima. Inizialmente non lo riconosce nessuno, anche perché da piccolo era grasso, viziato e veniva preso in giro da tutti, mentre ora è alto, magro e di bell'aspetto. La sua famiglia è ricca ed è tornato in città con il solo obiettivo di farla pagare a Tsubaki di averlo difeso dalle prese in giro quando erano bambini solo perché glielo aveva chiesto l'insegnante e non di sua spontanea volontà. Il continuo pensiero verso quest'ultima, però, gli fa capire che non la odia ma che la ama e dopo varie vicende i due si mettono insieme, promettendosi di fare un viaggio intorno al mondo dopo il diploma. Alla fine della serie, Tonami esamina insieme a Tsubaki in un'università egiziana molti siti archeologici; nel frattempo ha imparato ben otto lingue, di cui fa ampio uso per decifrare antichi caratteri.

## Altri personaggi
Miyako Miyazawa (宮沢 都香?, Miyazawa Miyako)
Doppiata da: Yuka Koyama (ed. giapponese), Barbara De Bortoli (ed. italiana)
Madre di Yukino, Tsukino e Kano, partorite a distanza di un anno l'una dall'altra dopo il matrimonio con colui che è il padre, Hiroyuki Miyazawa. Nel corso della storia, in occasione di una visita al nonno, padre di Miyako si viene a conoscenza del passato di lei e della storia d'amore nata con quello che poi sarà suo marito. È figlia unica, orfana di madre da piccolissima, per questo si sente fin dalla tenera età molto vicina a Hiroyuki orfano di entrambi i genitori. Il padre (ovvero il nonno) era un ispettore di polizia molto severo che ha sempre visto di cattivo occhio Hiroyuki in quanto molto vivace, combinaguai nei quali coinvolgeva sempre Miyako. È soprattutto geloso della figlia, ma da come litiga ad ogni occasione con il genero si capisce chiaramente che è affezionato molto anche a lui. Dopo la morte del nonno di Hiroyuki, unico familiare del ragazzo, si dichiara e appena finita la scuola si sposano. Di aspetto fisico è molto simile a Yukino o casomai è il contrario, sta di fatto che in un'occasione Arima stesso ne rimane affascinato in quanto gli sembra di vedere la sua amata già adulta. È lei la prima a vedere i segni della maturazione della figlia e a capire che è incinta e la tranquillizzerà per il suo nuovo ruolo di mamma.
Hiroyuki Miyazawa (宮沢 洋之?, Miyazawa Hiroyuki)
Doppiato da: Takeshi Kusao (ed. giapponese), Fabio Boccanera (ed. italiana)
Padre di Yukino, Tsukino e Kano. È figlio unico come Miyako. Orfano di entrambi i genitori, anche se nel fumetto non viene spiegato la causa della loro morte, vive con il nonno in una grande casa che si scopre essere l'unico bene della famiglia unitamente alla pensione del vecchio. Fin da piccolo è vivacissimo, allegro, combina guai, una vera e propria peste. Crescendo si impegna nello studio con indirizzo professionale, in quanto vuole lavorare presto per poter mantenere e aiutare il nonno e dimostrargli così l'affetto e la gratitudine profonda che prova per lui. Non ci riesce poiché il nonno muore nel sonno poco tempo dopo che lui si è diplomato e ha trovato un impiego. Hiroyuki al funerale del nonno riceve la dichiarazione di Miyako e abbracciandola piange e sfoga il suo dolore per la perdita dell'amato nonno, e si dichiara a sua volta dicendo a lei che avrebbe potuto farlo solo davanti alla ragazza di cui era innamorato. Veniamo anche a conoscenza del fatto che Miyako è stata la prima ragazza la cui bellezza l'abbia incantato. Si sposano dopo il diploma di lei. Ha un animo semplice e puro, tanto che all'annuncio della gravidanza di Yukino rimane sconvolto, convinto fino a quel momento che lei non abbia ancora l'età nemmeno per i baci. Esilaranti le scenette in cui indossa la t-shirt con su scritto "IO AMO LE MIE FIGLIE". Toccante invece, quando sorprende tutti difendendo Yukino dai professori che contrastano la storia con Arima e quando dello stesso Arima comprende senza che lo sappia che i suoi non sono i veri genitori ma che gli assicura la felicità dato che al suo fianco ora c'è la figlia.
Pero Pero (ペロペロ?, Pero Pero, anche scritto "Pero²")
Il cagnolino della famiglia Miyazawa, adoratissimo da tutti, quando Maho e Tsubasa vengono a casa di Yukino, viene nutrito più delle ospiti (segno dell'amore della famiglia).
Reiji Arima (有馬 怜司?, Arima Reiji)
Il vero padre di Soichiro, ha abbandonato il figlio appena nato a suo fratello Souji ed è partito per fare il musicista, conducendo una vita pressoché da delinquente; Soichiro è nato, infatti, da una relazione con una donna di nome Ryoko, che lo sedusse solo estorcergli denaro. L'infanzia che trascorse non fu delle migliori, con un avvenimento che l'ha segnato profondamente: Reiji era il figlio illegittimo ma preferito del capofamiglia Arima, la cui moglie tentò di affogarlo insieme a lei da bambino, che però riuscì a salvarsi. L'adolescenza, invece, la passò vicino al fratello maggiore Souji, che rispetta e stima moltissimo. I rapporti con la moglie di quest'ultimo sono piuttosto freddi, dovuti più che altro a una questione di gelosia poiché ella ha sposato il suo amato fratello. Anni dopo, diventato un famoso pianista jazz a New York, torna in Giappone per tenere un concerto ed è lì che trova l'occasione di riconciliarsi con Soichiro e proteggerlo dalle violenze di Ryoko, di cui in passato era all'oscuro. D'aspetto assomiglia a Soichiro, tanto che Yukino lo scambia proprio per lui.
Souji Arima (有馬 総司?, Arima Sōji)
Doppiato da: Yuji Fujishiro (ed. giapponese), Franco Mannella (ed. italiana)
Lo zio e padre adottivo di Soichiro, ha preso in custodia insieme alla moglie il nipote sin dall'infanzia dopo che il fratello è partito per fare il musicista. È molto gentile ed affidabile. A capo di un prestigioso ospedale, come da tradizione nella famiglia di medici dal quale proviene, è felicemente sposato con sua moglie Shizune che conosce sin dall'infanzia poiché lei, malaticcia, era in cura presso la famiglia di lui. È molto rispettoso nei confronti di Eiko, sua sorella maggiore, ma non esita a difendere Soichiro quando ella ne parla male come suo solito. In principio era disposto a rinunciare all'eredità della famiglia, ma quando apprese che Reiji era un erede illegittimo, ha deciso di mantenere la sua parte per impedire a Eiko di non lasciargli nulla. Tuttavia, anche se Reiji è un figlio illegittimo e escluso da molti membri della famiglia, Souji è sempre stato gentile con lui fino a quando questi non ha abbandonato il figlio. Alla fine, rivederlo dopo anni riconciliatosi con Soichiro lo rende felice e si pente di averlo trattato in malo modo per la faccenda in passato.
Shizune Arima (有馬 志津音?, Arima Shizune)
Doppiata da: Ai Sato (ed. giapponese), Cristina Noci (ed. italiana)
La zia e madre adottiva di Soichiro, ha preso in custodia insieme al marito il nipote sin dall'infanzia. Moglie di Souji, i due sono amici sin dall'infanzia, e il padre di lui era il suo medico personale, visto che da bambina era malaticcia. Suo padre era un pittore che spesso dipingeva paesaggi; ha un fratello maggiore. A causa dell'asportazione dell'utero non ha potuto avere figli, ma insieme al marito ha preso in custodia il nipote Soichiro, che è stato abbandonato dai suoi genitori. Grazie a lei, nel finale della serie, Soichiro riesce a salvarsi da sua madre Ryoko.
Eiko Arima (有馬 詠子?, Arima Eiko)
Doppiata da: Kazuko Yanaga (ed. giapponese), Renata Biserni (ed. italiana)
La zia di Soichiro e sorella maggiore di Souji. Come il fratello, fa il medico, seppur all'inizio la sua famiglia si oppose a questo perché donna, nonostante fosse la primogenita: quest'evento l'ha resa fredda e distante con gli altri. Avere un fratellastro, Reiji, l'ha sempre irritata soprattutto conoscendo come egli è venuto al mondo, e di conseguenza non vede di buon occhio nemmeno Soichiro. Nonostante ciò, ammira l'ambizione e la tenacia di Yukino, fidanzata (e poi moglie) del nipote, perché le ricorda lei quando era giovane, specialmente dopo aver saputo il suo interesse verso la medicina.
Ryoko (涼子?, Ryōko)
La vera madre di Soichiro, è sempre stata violenta con lui a insaputa di Reiji. Quando faceva le scuole medie è stata violentata dal patrigno e questo l'ha profondamente segnata psicologicamente. Soichiro è nato dalla relazione avuta con Reiji, che ella sedusse solo estorcergli denaro. Si separò ben presto da quest'ultimo, dopo che egli smise di mandargli ulteriore denaro che Ryoko domandava con la scusa di mantenere il bambino. In seguito, stanca di fare la mamma, abbandonò Soichiro e cominciò a lavorare in un bar. Anni dopo, lo rivede per caso in un servizio alla televisione su un torneo di kendō e tenta di rintracciarlo numerose volte per denaro, con conseguenti rifiuti da parte di Soichiro di incontrarla visti i brutti ricordi che ha di lei quando era piccolo. Ryoko appare un'ultima volta quando, nell'ennesima volta di incontrare il figlio, viene salvata proprio da Soichiro dal tentativo di Reiji di ucciderla.
Kei Arima (有馬 圭?, Arima Kei)
Il cugino di Soichiro, si divertiva da piccolo insieme agli altri cugini a tormentare e prendere in giro Arima. Nel finale della serie Yukino afferma che si vendicherà per vie legali per quello che hanno fatto subire ad Arima.
Toshiharu Shibahime (芝姫 俊春?, Shibahime Toshiharu)
Doppiato da: Mitsu Yamamoto (ed. giapponese), Oreste Baldini (ed. italiana)
Il padre di Tsubasa, è un uomo molto bello, anche se estremamente goffo e impacciato. Il suo lavoro consiste nel creare abiti, è uno stilista assai quotato. Parte del suo successo è dovuto al fatto che gli basta semplicemente immaginare quali vestiti piacerebbe vedere addosso alla figlia per avere la giusta ispirazione. Durante il festival della cultura fa i complimenti agli abiti confezionati da Rika e la invita una volta terminati gli studi a lavorare con lui. Ama profondamente sia la figlia Tsubasa per cui si preoccupa sia la nuova famiglia che crea sposando la signora Hiromi Ikeda.
Hiromi Ikeda (池田 ひろみ?, Ikeda Hiromi)
Doppiata da: Tagame Tamura (ed. giapponese), Paola Valentini (ed. italiana)
La madre di Kazuma, svolge l'attività di infermiera nell'ospedale locale ed è nell'ambito lavorativo che conosce il padre di Tsubasa, Toshiharu Shibahime. Tsubasa infatti viene ricoverata in ospedale, qualche tempo prima dell'inizio scolastico nel nuovo istituto, a causa di un incidente accaduto quando correndo con lo skate andò a sbattere contro un muro rimanendo intrappolata dalle macerie per una notte intera. Agli occhi esperti della signora Ikeda, Tsubasa appare subito come una ragazza altamente a rischio dato che rifiuta con tutta se stessa di crescere. Lo stesso Toshiharu si rende conto dopo questo episodio di non poter continuare da solo a prendersi cura di Tsubasa ed entrando in confidenza con Hiromi i due iniziano a frequentarsi. Hiromi, come Toshiharu, predilige i film storici e i due vanno al cinema come primo appuntamento proprio per un film sul genere. È una donna forte, energica, pratica e anche se cerca di dimostrare di avere un gran femminilità scopriamo che come Yukino nasconde parte della sua vera natura perché vorrebbe tanto essere una madre per Tsubasa dato che ha sempre desiderato prendersi cura di una ragazza così carina. Ad esempio sono divertentissime le scene in cui lei stringe in una mossa degna di un lottatore il figlio dato che aveva portato a casa loro Tsubasa mentre questa era in uno stato di disordine allucinante. Oppure quando i membri della Band “Yin & Yang” accompagnano a casa Kazuma dopo una sbronza pazzesca e li invita a bere con lei. Non si preoccupa eccessivamente per il figlio, perché sa che è in grado di fare le sue scelte, e perché sa che il figlio ha la dote di curare il cuore delle persone. Lei e Toshiharu si compensano perfettamente e sono una coppia davvero affiatata, nonostante il lavoro li impegni tanto.
Yusuke Takeshi (貴志 優介?, Takeshi Yūsuke)
Il ragazzo di Maho, è più grande di lei e fa il dentista. Incontra per la prima volta Maho insieme alle sue amiche e successivamente quando lei lo scambia per un portinaio. I due diventano subito amici, fino a quando Maho non gli confessa i suoi sentimenti; a causa del rifiuto di Yusuke, però, i due si perdono di vista. Si rincontrano nuovamente quando lei s'iscrive alle superiori. Maho non vuole fare brutte figure con lui e per questo inizialmente non vuole presentarlo alle amiche. Nonostante gli impegni che il lavoro gli comporta, supporta e sostiene Maho in tutto ciò che fa. Lo si vede poi partire per New York per seguire un corso di aggiornamento. Alla fine della serie s'intuisce che lui e Maho si sono sposati dal cambiamento del cognome di Maho in Takeshi.